# Terra de Heusden e Altena
A Terra de Heusden e Altena (em nerlandês: Land van Heusden en Altena) é uma região natural neerlandesa, situada a noroeste da província de Brabante do Norte.

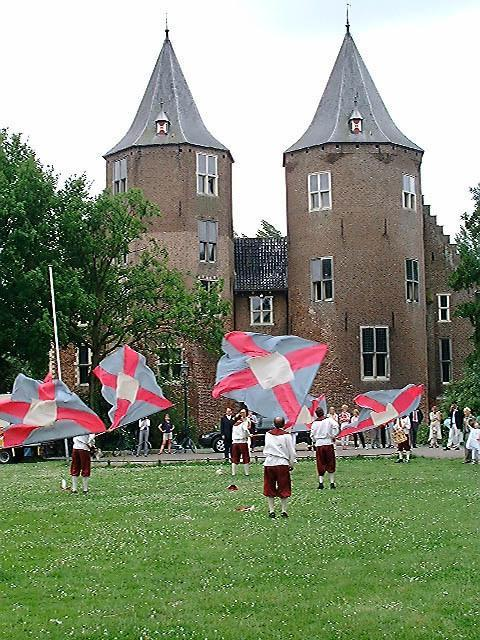
Castelo de Dussen na antiga aldeia de Werkendam.

## Geografia e geologia
Esta região natural forma uma grande ilha fluvial, limitada
- ao norte, pelo rio Merwede
- à leste, pelo Afgedamde Maas e o canal de Heusden
- ao sul, pelo Bergse Maas
- à oeste, pelo Biesbosch

A paisagem faz parte da região fluvial da Guéldria, situada entre os rios Mosa e Waal. É muito semelhante à região de Bommelerwaard, situada à leste. O solo argiloso faz contraste com o restante de Brabante, onde o solo é bastante arenoso.

## Subdivisões administrativas

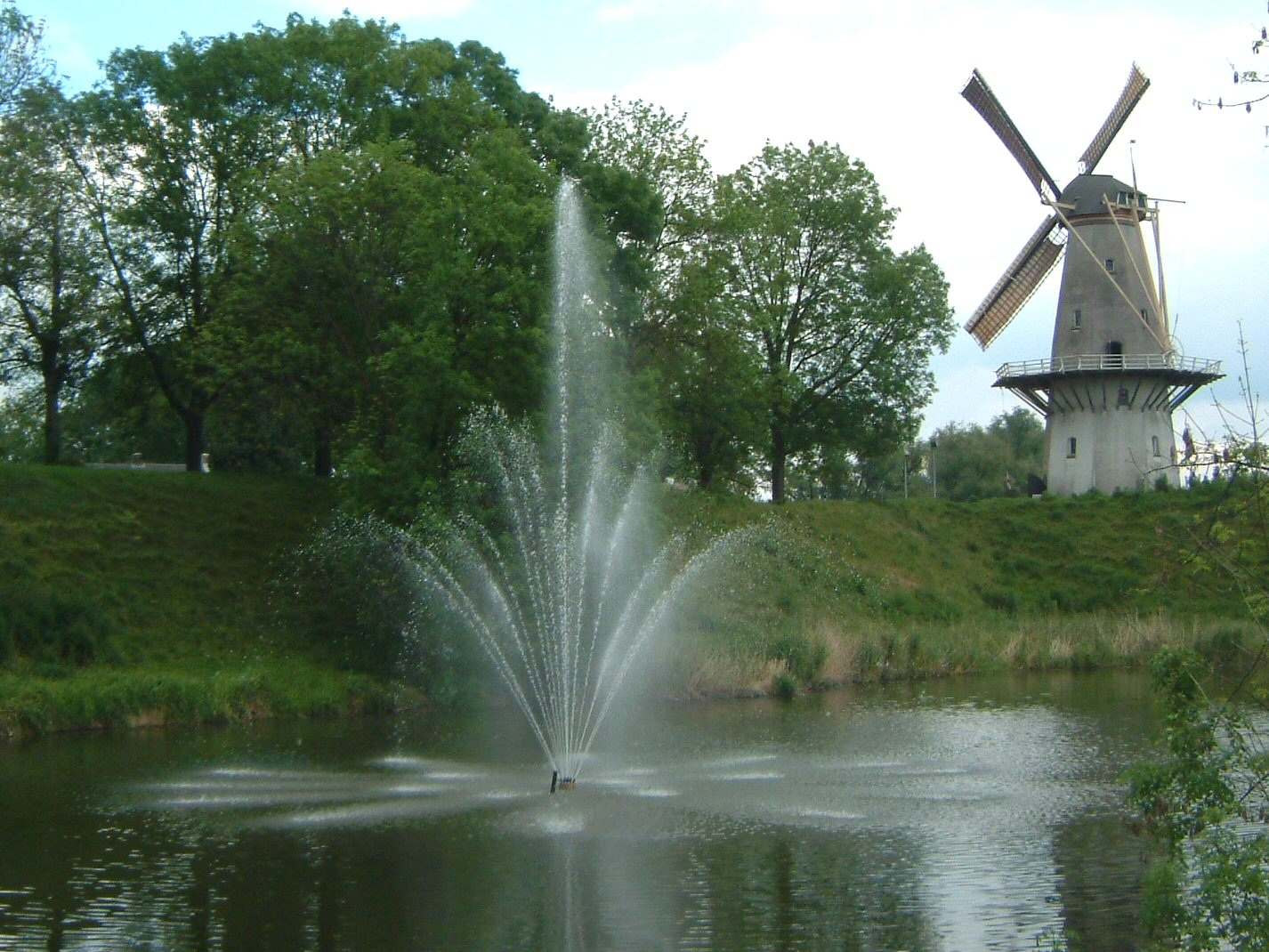
Paisagem de Woudrichem.

Em 2007, a região faz parte de três municípios: Aalburg, Werkendam e Woudrichem. O principal município da região é Werkendam. Historicamente, esse papel pertenceu à aldeia fortificada de Woudrichem. A fusão destes três municípios em um único (com o nome de Altena) é objeto de discussão e essa possibilidade ainda está sendo investigada.
Em 2009, a região conta com aproximadamente 54 000 habitantes, distribuídos por 21 aldeias. Até a década de 1960, a região era bastante isolada.

## História
Historicamente, havia a Terra de Heusden e a Terra de Altena. Desde a criação do Bergse Maas concluído em 1904, a Terra de Heusden foi dividida em duas partes. A parte sul, incluindo o município de Heusden agora está voltada para o resto de Brabante. A parte norte, juntamente com a histórica região de Altena formam uma ilha fluvial.
A fronteira histórica entre as antigas senhorias de Heusden e Altena situa-se ao norte de Veen e de Babyloniënbroek, e à leste de Dussen. As duas senhorias têm origem no distrito medieval de Teisterbante. Mais tarde, elas pertenceram ao Ducado de Cleves. No século XIII Altena passou para o domínio do condado da Holanda, e em seguida, foi a vez de Heusden, no século XIV. A região pertence à Brabante do Norte desde o início do século XIX. Ao contrário da maioria da província, que é católica, os habitantes da Terra de Heusden e Altena são na sua maioria constituída de protestantes.